# Wicki Kalaitzi
Wicki Kalaitzi (* 1974) ist eine griechisch-deutsche Schauspielerin, Synchronsprecherin und Tänzerin. Sie wurde vor allem durch ihre Sprechrolle in der Serie Winx Club bekannt, in der sie von 2004 bis 2019 durchgehend die Fee Stella synchronisierte.

## Leben
Wicki Kalaitzi absolvierte eine klassische Ballettausbildung an der Ballettakademie in Berlin. Später studierte sie Schauspiel bei ihren Mentoren Heidi Weiler und Maria Rengika. Seit 1997 arbeitet Kalaitzi als freie Schauspielerin. Sie spielte in diversen Kurzfilmen mit und war auch schon in kleinen Episodenrollen in zahlreichen Fernsehserien zu sehen. Kalaitzi ist zudem als Theaterschauspielerin tätig. Im Theater am Turm war sie ein festes Mitglied des Schauspielerensembles.
Kalaitzi spricht auch seit einigen Jahren Synchron. Ihre erste Hauptrolle sprach sie in der Zeichentrick-Serie Winx Club, anschließend folgte die Rolle der Anya in Magister Negi Magi. 2008 lieh sie Emilia in Romeo x Juliet ihre Stimme. In Monster High  spricht sie Venus McFlytrap. Des Weiteren war sie als Miyuki Irie in Angel Beats! zu hören und 2011 in der Light-Novel-Filmreihe Kara no Kyōkai – the Garden of sinners. Neben den unzähligen Animationsrollen lieh Kalaitzi ihre Stimme auch US-amerikanischen Schauspielern, so zum Beispiel Emily Bergl in Gilmore Girls und Sophie Luck in Blue Water High. Seit 2012 synchronisiert sie die Rolle der Cassie Reynolds in der Justizserie Harry’s Law und Vanessa Ray als CeCe Drake in der Serie „Pretty Little Liars“ ab der 3. Staffel.

## Theater (Auswahl)
- Der Kick – Regie: Petra Luise Meyer
- Der Widerspenstigen Zähmung – Regie: Frank Hoffmann
- Die toten Seelen – Regie: Andrej Woron
- Genesis Nr. 2 – Regie: Katharina Gaub
- Glückliche Zeiten – Regie: Daniel Karasek
- Gyges und sein Ring – Regie: Robert Schuster
- Krieger im Gelee – Regie: Aureliusz Smiegel
- Minna von Barnhelm – Regie: Frank Hoffmann
- Oh Vater, armer Vater... – Regie: Meike Harten
- Schwebende Lasten – Regie: Fred Apke

## Synchronrollen (Auswahl)

### Filme
- 2004: Matando Cabos – Rocío Verdejo als Lula
- 2006: Staying on top – Holly Hollywood als Heather
- 2007: Winx Club – Das Geheimnis des verlorenen Königreichs – Perla Liberatori als Stella
- 2009: Ein Prophet – Leïla Bekhti als Djamila
- 2010: Mein Name ist Khan – Sonya Jehan als Hasina Khan
- 2013: The Surrogacy Trap – Rachel Blanchard als Mallory Parkes
- 2015: I Saw the Light – Wrenn Schmidt als Bobbie Jett
- 2016: Pee–wee's Big Holiday – Dionne Gipson als Brooke
- 2021: Intrusion – Denielle Fisher Johnson als Dr. Burke

### Serien
- 2001; 2016: Gilmore Girls als Francie Jarvis
- 2004–2019: Winx Club – Amy Gross als Stella
- 2007: Magister Negi Magi – Ryō Hirohashi als Anya
- 2009–2016: Castle – Maya Stojan als Tory Ellis
- 2010: Ghost Whisperer – Stimmen aus dem Jenseits – Marcia French als Nanny #2
- 2012–2013: Harry’s Law – Karen Olivo als Cassie Reynolds
- 2013: Angel Beats! – Kana Asumi als Miyuki Irie
- 2013: Ever After High – Laura Bailey als Ashlynn Ella
- 2013–2015: True Blood – Jurnee Smollett als Nicole Wright
- 2013–2017: Pretty Little Liars – Vanessa Ray als CeCe Drake
- 2013–2017: Teen Wolf – Susan Walters als Natalie Martin
- 2014: The Originals – Daniella Pineda als Sophie Deveraux
- 2014: The Walking Dead – Christian Serratos als Rosita Espinosa
- 2014–2019: Steven Universe – Deedee Magno als Pearl
- 2015–2019: Ballers – Arielle Kebbel als Tracy Legette
- 2016: UnREAL – Monica Barbaro als Yael
- 2016–2017: Die Welt der Winx – Jessica Paquet als Stella
- 2020: Gute Zeiten, schlechte Zeiten (Fernsehserie)
- 2023: Ninjago: Aufstieg der Drachen – Sabrina Pitre als alte Frau #1
- 2024: Navy CIS für Mackenzie Firgens als Alden Parkers Mutter